# De trotse toren
De trotse toren is een boek van de Amerikaanse historica en journaliste Barbara Tuchman uit 1966. Het boek heeft als ondertitel: Een portret van de jaren voor de Eerste Wereldoorlog - 1890-1914.

## Uitgaven
Het boek werd oorspronkelijk geschreven in het Engels door de schrijfster en uitgegeven door uitgeverij Macmillan te New York (Verenigde Staten) in 1962. In 1966 werd het boek voor het eerst in het Nederlands gepubliceerd in de vertaling van J.F. Kliphuis door uitgeverij Ambo. In 1976 gingen de rechten over op uitgeverij Agon. Sinds 2002 is uitgeverij De Arbeiderspers verantwoordelijk voor de uitgaven van het boek. In 2007 verscheen de 8e druk van de Nederlandse vertaling, bij De Arbeiderspers.

## Inhoud
De ondertitel van het boek, 'Een portret van de jaren voor de Eerste Wereldoorlog - 1890-1914', geeft de inhoud van De trotse toren precies weer. Het boek is een bundel van enkele essays die Tuchman voor 1962 schreef voor diverse periodieken. Het boek is opgedeeld in acht hoofdstukken. Hieronder is kort aangegeven wat elk hoofdstuk thematisch brengt.
1. De Engelse adel: 1895-1902
2. De Franse anarchisten: 1890-1914
3. Het Amerikaanse imperialisme: 1890-1902
4. De Dreyfus-affaire: 1894-1899
5. De Haagse vredesconferenties: 1899 en 1907
6. Musik en Kultur in Duitsland: 1890-1914
7. Democratisering van Engeland: 1902-1911
8. De Franse socialisten: 1890-1914